# Mangkunegara I
Mangkunegara I, noto anche come Raden Mas Said, soprannominato Pangeran Sambernyawa (Kartasura, 7 aprile 1725 – Surakarta, 23 dicembre 1795), è stato un sovrano indonesiano.
Fu il primo principe di Mangkunegaran.

## Biografia
Nato Raden Mas Said, era figlio del principe Mangkunegara di Kartasura e di sua moglie, Raden Ayu Wulan. Suo nonno paterno era stato Amangkurat I di Mataram.
Già prima della sua ascesa, il territorio da lui incorporato successivamente, non rimase privo di tumulti durante la guerra civile. Il principe Mangkunegara sostituì temporaneamente Pakubuwono I come re di Mataram, quando il sovrano si trovò a dover fronteggiare i suoi due fratelli, il principe Purbaya ed il principe Blitar. Durante il conflitto, il governo olandese concesse al principe Mangkunegara il pieno supporto così da stroncare la ribellione dei due fratelli. Il rappresentante olandese Nicolaas Hartingh gli affibbiò il soprannome indonesiano di Pangeran Sambernyawa, ovvero "mangiatore di anime" per il modo quasi soprannaturale con cui riuscì a sconfiggere i propri nemici in ogni occasione.
Fu lui, nel marzo del 1715, ad annunciare la nomina del principe Arya (figlio di Pakubuwono I) al ruolo di principe ereditario del sultanato di Mataram.
Dopo la dissoluzione del Sultanato di Mataram e la formazione del Sunanato di Surakarta, nel 1757 il giovane principe riuscì, con una politica favorevole al governo olandese e con una formale sottomissione ai secolari nemici, a farsi ricavare un principato in parte del territorio di Surakarta, inaugurando così uno stato personale.
Il suo lunghissimo regno, che perdurò sino alla sua morte nel 1795, fu tra i più longevi della storia del suo principato. Venne succeduto dal nipote Mangkunegara II, figlio del principe Hario Prabuwijaya, suo figlio.